# Ипакои
Ипакои́ (церк.-слав. ѵпакоѝ, греч. ὑπακούω — прислушиваться, вслушиваться, внимать; послушание от греч. ὑπό — из-под, под + греч. ἀκούω — слушать) в Православии — разновидность церковного молитвословия.

## Ипакои гласа

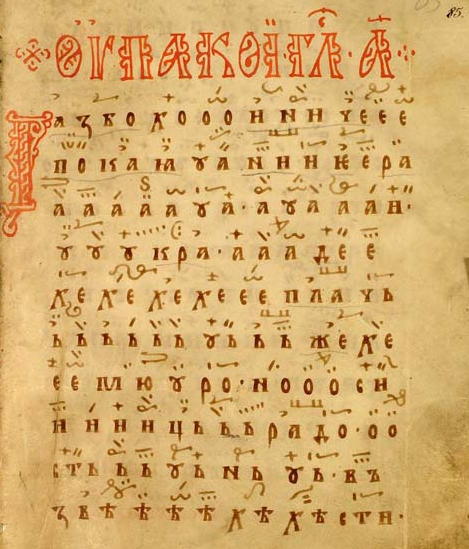
Ипакои первого гласа. «Кондакарь крюковый», исход XII века

Ипакои гласа (воскресные), по современной приходской практике Русской православной церкви, читаются на воскресной полунощнице и на утрени после тропарей по непорочнах. Обычно в этой песни повествуется о том, как ангел возвестил жёнам-мироносицам, мироносицы — апостолам, а те и другие — всему миру о Воскресении Христовом:
| Глас 1-й: | «Разбо́йничо покая́ние ра́й окра́де, пла́чь же мироно́сиц ра́дость возвести́, я́ко воскре́сл еси́, Христе́ Бо́же, подая́й ми́рови ве́лию ми́лость.» |
| Глас 2-й: | «По стра́сти ше́дшя во гро́б жены́, во е́же пома́зати те́ло Твое́ Христе́ Бо́же, ви́деша а́нгелы во гро́бе, и ужасо́шася: гла́с бо слы́шаху от ни́х, я́ко воскре́се Госпо́дь, да́руя ми́рови ве́лию ми́лость.»                                                         |
| Глас 3-й: | «Удивля́я виде́нием, ороша́я глаго́лании, блиста́яйся а́нгел мироно́сицам глаго́лаше: что́ жива́го и́щете во гро́бе; воста́ истощи́вый гро́бы. Тли́ Премени́теля разуме́йте Непреме́ннаго. Рцы́те Бо́гови: ко́ль стра́шна дела́ Твоя́, я́ко ро́д спа́сл еси́ челове́ческий!» |
| Глас 4-й: | «Я́же Твоего́ пресла́внаго воста́ния, предте́кшя мироно́сицы, апо́столом пропове́даху Христе́, я́ко воскре́сл еси́ я́ко Бо́г, подая́ ми́рови ве́лию ми́лость.»                                                                                                   |
| Глас 5-й: | «А́нгельским зра́ком у́м смуща́ющя, и Боже́ственным воста́нием душе́ю просвеща́емы, мироно́сицы апо́столом благовествова́ху: возвести́те во язы́цех Воскресе́ние, Го́споду соде́йствующу чудесы́, подаю́щему на́м ве́лию ми́лость.»                                 |
| Глас 6-й: | «Во́льною и животворя́щею Твое́ю сме́ртию, Христе́, врата́ а́дова сокруши́в я́ко Бо́г, отве́рзл еси́ на́м дре́вний ра́й, и воскре́с из ме́ртвых, изба́вил еси́ от тле́ния живо́т на́ш.»                                                                              |
| Глас 7-й: | «И́же на́ш зра́к восприе́мый, и претерпе́вый Кре́ст пло́тски, спаси́ мя воскресе́нием Твои́м, Христе́ Бо́же, я́ко Человеколю́бец.» |
| Глас 8-й: | «Мироно́сицы Жизнода́вца предстоя́щя гро́бу, Влады́ку иска́ху в ме́ртвых Безсме́ртнаго, и ра́дость благове́щения от а́нгела прие́мшя, апо́столом возвеща́ху: я́ко воскре́се Христо́с Бо́г, подая́й ми́рови ве́лию ми́лость.»                                         |

После чтения по полиелее ипакои гласа, следует пение степенных антифонов того же гласа.

## Ипакои по 3-й песни
В богослужении некоторых праздников, после 3-й песни канона утрени, вместо седальна, помещается ипакои:
| Праздник                     | Глас | Ипакои |
| ---------------------------- | ---- | --- |
| Пасха                        | 4-й  | «Предвари́вшия у́тро я́же о Мари́и, и обре́тшия ка́мень отвале́н от гро́ба, слы́шаху от А́нгела: во све́те присносу́щнем Су́щаго, с ме́ртвыми что и́щете, я́ко челове́ка? Ви́дите гро́бныя пелены́, тецы́те и ми́ру пропове́дите, я́ко воста́ Госпо́дь, умертви́вый смерть, я́ко есть Сын Бо́га, спаса́ющаго род челове́ческий.»                           |
| Антипасха                    | 6-й  | «Я́ко посреде́ ученико́в Твои́х прише́л еси́ Спа́се, ми́р дая́ и́м: прииди́ и к на́м и спаси́ на́с.» |
| Рождество Христово           | 8-й  | «Нача́ток язы́ков Не́бо Тебе́ принесе́, лежа́щему Младе́нцу во я́слех,/ звездо́ю волхвы́ призва́вый, я́же и ужаса́ше/ не ски́птры и престо́ли, но после́дняя ни́щета́:/ что бо ху́ждше верте́па?/ Что же смире́ншее пеле́н?/ в ни́хже просия́ Божества́ Твоего́ бога́тство./ Го́споди, сла́ва Тебе́.»                                                     |
| Богоявление                  | 5-й  | «Егда́ явле́нием Твои́м просвети́л еси́ вся́ческая,/ тогда́ сла́ное неве́рия мо́ре побеже́,/ и Иорда́н, до́ле теки́й, возврати́ся,/ к Небеси́ возвыша́я нас./ Но высото́ю Боже́ственных за́поведей Твои́х/ соблюди́, Христе́ Бо́же, моли́твами Богоро́дицы и поми́луй нас.»                                                                            |
| Вход Господень в Иерусалим   | 6-й  | «С ве́твьми воспе́вше пре́жде, / с древесы́ последи́ я́ша Христа́ Бо́га, неблагода́рнии иуде́е. / Мы же ве́рою непрело́жною при́сно почита́юще, / я́ко благоде́теля, вы́ну вопие́м Ему́: / благослове́н еси́, Гряды́й Ада́ма воззва́ти.» |
| Неделя святых праотец        | 2-й  | «В ро́су де́тем огнь прелага́шеся,/ плач в ра́дость жена́м пременя́шеся:/ А́нгел бо во обои́х служа́ше чудесе́х,/ о́вым у́бо во упокое́ние претвори́вый пещь,/ сим же Воскресе́ние возвести́вый тридне́вное./ Нача́льниче жи́зни на́шея, Го́споди, сла́ва Тебе́.»                                                                                  |
| Неделя святых отец           | 8-й  | «А́нгел отроко́в ороси́ пещь,/ ны́не же жен плач разреши́, глаго́ля:/ Что прино́сите ми́ра?/ Кого и́щете во гро́бе?/ Воста́ Христо́с и Бог:/ есть бо Жи́знь и Спасе́ние ро́да челове́ческаго.» |
| Успение Пресвятой Богородицы | 8-й  | «Блажи́м Тя, вси ро́ди, Богоро́дице Де́во,/ в Тя бо Невмести́мый Христо́с Бог наш вмести́тися благоволи́./ Блаже́ни есмы́ и мы, предста́тельство Тя иму́ще:/ де́нь бо и но́щь мо́лишися о нас и ро́ди христиа́нстии Твои́ми моли́твами утвержда́ются./ Тем, воспева́юще, вопие́м Ти:/ ра́дуйся, Благода́тная, Госпо́дь с Тобо́ю.»                     |
| Память ап. Петра и Павла     | 8-й  | «Ка́я темни́ца не име́ тебе́ ю́зника?/ Ка́я же Це́рковь не и́мать тя вити́ю?/ Дама́ск великому́дрствует о тебе́, Па́вле, ве́де бо тя запя́та све́том;/ Рим, твою́ кро́вь прие́мый, и той хва́лится,/ но и Тарс мно́жае ра́дуется и лю́бит, почита́я твои́ пелены́./ Пе́тре, ве́ры ка́меню, Па́вле, похвало́ вселе́нныя,/ от Ри́ма соше́дшеся, утверди́те нас.» |

Ипакои Пасхи поются и на Литургии и на пасхальных часах, причём не на 4-й глас, а на 8-й. В отличие от седальна, после всех ипакои не следует «Сла́ва… И ны́не…» и Богородичен.